# Hadroni
Hadron (prema grč. ἁδρός: gust, jak, temeljan) je subatomska čestica koju čine kvarkovi povezani jakom nuklearnom silom (jakim međudjelovanjem). Hadroni su prema građi i spinu razvrstani na: 
- barione (čine ih 3 kvarka, imaju polucijeli spin), kao na primjer proton i neutron, lambda barion, sigma barion, i
- mezone (čine ih kvark i antikvark, imaju cjelobrojni spin), na primjer pion, kaon, J/ψ mezon i drugi.

Protoni su stabilni, neutroni su stabilni samo unutar atomske jezgre (slobodni neutroni imaju vrijeme poluraspada oko 880 sekundi), a svi ostali hadroni su nestabilni. Ostale vrste hadrona mogu postojati, kao što su tetrakvarkovi i pentakvarkovi, ali nema trenutnih dokaza koji uvjerljivo upućuju na njihovo postojanje.

## Barioni
Barion (grč. βαρύς: težak + [elektr]on) je subatomska čestica polucijeloga spina, podvrsta hadrona (kao na primjer proton, neutron, lambda barion ili lambda-čestica, sigma barion ili sigma-čestica, ksi barion ili ksi-čestica, delta barion ili delta-čestica i omega barion ili 
omega-čestica). Barioni su fermioni na koje djeluje jaka nuklearna sila, ili drugim riječima hadroni polucjelobrojnog spina. To su su mješovite čestice sačinjene od 3 kvarka, za razliku od mezona, koji se sastoje od jednog kvarka i jednog antikvarka. I barioni i mezoni su hadroni, čestice sačinjene samo od kvarkova i/ili antikvarkova. Naziv barion dolazi iz grčkog βαρύς (barys), što znači "težak", jer se prije vjerovalo da imaju veće mase od drugih tvarnih čestica.
S obzirom na to da su barioni sastavljeni od kvarkova, na njih djeluje jaka nuklearna sila. Za razliku od njih, leptoni nisu sačinjeni od kvarkova, pa na njih ne djeluje jaka nuklearna sila. Najpoznatiji barioni su protoni i neutroni koji sačinjavaju najveći dio vidljive materije u svemiru, dok su elektroni, još jedna velika gradivna jedinica atoma, leptoni. Svaki barion ima pripadajuću antičesticu, antibarion u kojoj su kvarkovi zamijenjeni antikvarkovima. Na primjer, proton se sastoji od dva gornja kvarka i jednog donjeg kvarka, a njegova antičestica, antiproton se sastoji od dva gornja antikvarka i jednog donjeg antikvarka.

### Svojstva bariona
| Barion        | Oznaka | Kvarkovska građa | Električni naboj Q/e | Masa m (MeV/c²) | Vrijeme poluraspada | Spin | Izospin |
| ------------- | ------ | ---------------- | -------------------- | --------------- | ------------------- | ---- | ------- |
| Proton        | p      | uud              | 1                    | 938,3           | stabilan            | 1/2  | 1/2     |
| Antiproton    | p      | uud              | - 1                  | 938,3           |                     | 1/2  | - 1/2   |
| Neutron       | n      | udd              | 0                    | 939,6           | 880 s               | 1/2  | - 1/2   |
| Antineutron   | n      | udd              | 0                    | 939,6           |                     | 1/2  | 1/2     |
| Lambda barion | Λ0     | uds              | 0                    | 1 115,7         | 2,6 ∙ 10–10 s       | 1/2  | 0       |
| Sigma barion  | Σ+     | uus              | 1                    | 1 189,4         | 8 ∙ 10–11 s         | 1/2  | 1       |
| Sigma barion  | Σ0     | uds              | 0                    | 1 192,6         | 7,4 ∙ 10–20 s       | 1/2  | 1       |
| Sigma barion  | Σ-     | dds              | - 1                  | 1 197,45        | 1,5 ∙ 10–10 s       | 1/2  | 1       |
| Ksi barion    | Ξ0     | uss              | 0                    | 1 314,86        | 2,9 ∙ 10–10 s       | 1/2  | 1/2     |
| Ksi barion    | Ξ-     | dss              | - 1                  | 1 321,71        | 1,6 ∙ 10–10 s       | 1/2  | 1/2     |
| Delta barion  | Δ++    | uuu              | 2                    | 1 232           | 5,6 ∙ 10–24 s       | 3/2  | 3/2     |
| Omega barion  | Ω-     | sss              | - 1                  | 1 672,45        | 8,2 ∙ 10–11 s       | 3/2  | 3/2     |

## Mezoni
Mezon (prema grč. μέσος: srednji) je subatomska čestica kojoj je masa između mase elektrona i protona, hadron cjelobrojnoga spina, građen od kvarka i antikvarka. Svi mezoni su bozoni i podvrgavaju se Bose-Einsteinovoj statistici. Povijesno, prvi otkriveni mezoni bili su pioni i kaoni, pseudoskalari kojima je spin 0, potom su otkriveni vektorski mezoni ρ, ω, φ, J/ψ kojima je spin 1. 
Mezoni su bozoni na koje djeluje jaka sila, ili drugim riječima hadroni cjelobrojnog spina. Prema Standardnom modelu mezoni se sastoje od parnog broja kvarkova i antikvarkova, a svi do sada poznati samo od jednog para kvark-antikvark. Postojanje mezona predvidio je H. Yukawa kako bi objasnio silu privlačenja između protona i neutrona (danas poznatu kao rezidualna jaka nuklearna sila), za što je 1949. dobio Nobelovu nagradu za fiziku. Otkrićem miona ispočetka se smatralo da je to traženi mezon, dok nije utvrđeno da na njega ne djeluje jaka nuklearna sila, pa se u stvari radi o leptonu. Prvi pravi otkriveni mezon bio je pion. Do danas je poznato više od 200 mezona i svi su nestabilni, s vremenom poluraspada između 10–8 sekundi i 10–22 sekundi.

### Pion
Pion (pi od slova π + [mez]on; oznaka π) je najlakši mezon, izgrađen od kvarkova i antikvarkova gore (u) i dolje (d). Spin mu je 0, a izospin 1. Može biti pozitivnoga (π+), negativnoga (π–) i bez električnoga naboja (π0). Električki nabijeni pioni i kaoni, otkriveni su 1947. u kozmičkom zračenju, a neutralni pioni 1950. Masa je piona oko 270 puta veća od mase elektrona: masa piona π+ i π– iznosi oko 39,57 MeV/c², a π0 134,98 MeV/c². Pioni se raspadaju na mione, elektrone i pozitrone s pripadajućim neutrinima. Srednje je vrijeme poluraspada piona do 26 · 10–9 sekundi. 

### Kaon
Kaon (ka od slova K + [mez]on; oznaka K) je mezon izgrađen od jednoga stranoga (s) kvarka ili antikvarka i drugoga antikvarka ili kvarka, koji može biti gore (u) ili dolje (d) tako da mu je kvantni broj stranosti ± 1. Spin mu je 0, a izospin 1/2. Može biti pozitivnoga (K+), negativnoga (K–) i bez električnoga naboja (K0). Masa je kaona oko 970 puta veća od mase elektrona: masa K+ i K– iznosi oko 493,67 MeV/c², a K0 497,65 MeV/c². Kaoni se raspadaju na pione i mione s pripadajućim neutrinima. Srednje je vrijeme poluraspada kaona do 50 · 10–9 sekundi. Kaoni i pioni su otkriveni 1947. u kozmičkom zračenju, a to se drži početkom fizike elementarnih čestica. Imaju veliku ulogu u stvaranju hiperjezgara i kao produkti raspada u njihovu istraživanju. 

### J/ψ mezon
J/ψ-mezon (oznaka J/ψ) je mezon koji se sastoji od čarobnoga kvarka (c) i antikvarka (c), nema električnoga naboja, sam je sebi antičestica, mase je oko 3,097 GeV/c², spina 1, izospina 0 i vremena poluraspada oko 7,2 · 10–21 sekundi. Otkrili su ga neovisno jedan o drugome S. C. C. Ting i B. Richter 1974. i tako potvrdili ideju da su kvarkovi sastavni dijelovi bariona.